# Oak Brook (Illinois)

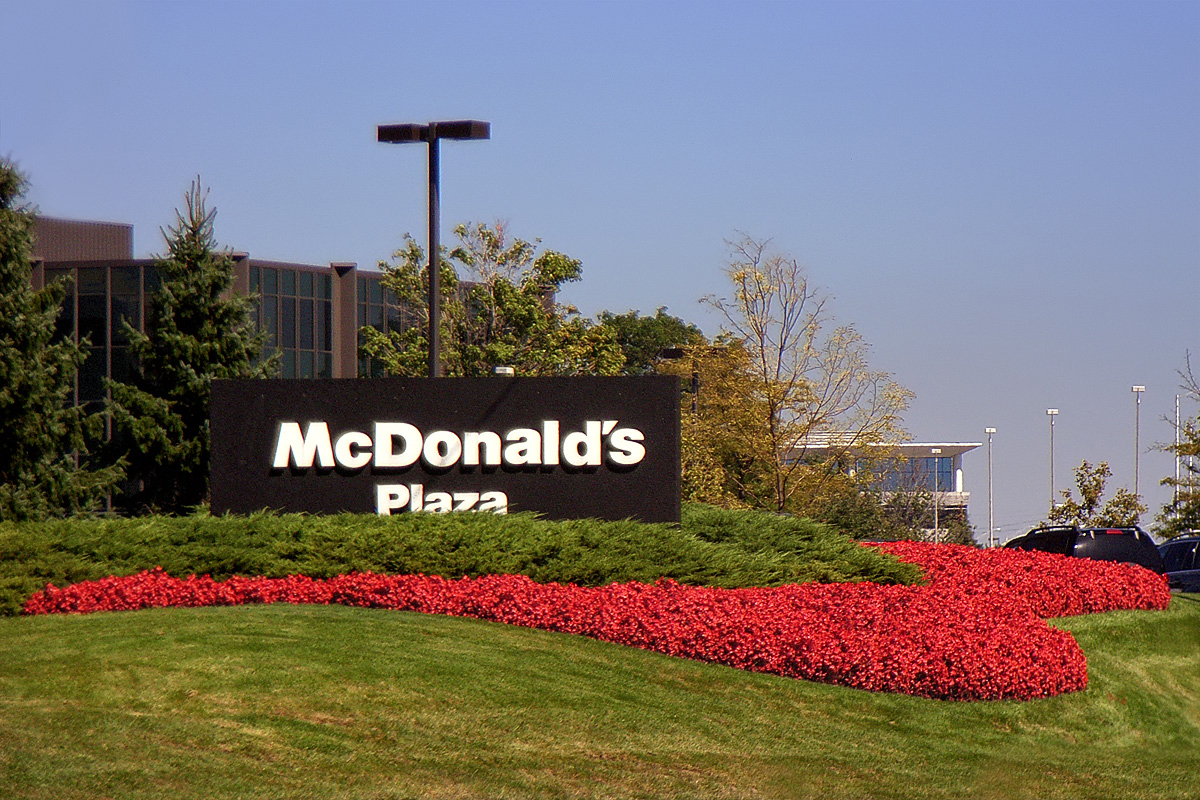
McDonald’s Plaza – Der Sitz von McDonald’s

Oak Brook ist ein Village in der Metropolregion um Chicago im Nordosten des amerikanischen Bundesstaates Illinois.
Das U.S. Census Bureau hat bei der Volkszählung 2020 eine Einwohnerzahl von 8163 ermittelt.
Oak Brook ist ein sehr wohlhabender Ort. Das Pro-Kopf-Einkommen liegt mit $76.668 ein mehrfaches über dem Landesdurchschnitt.
In Oak Brook befindet sich der Firmensitz der McDonald’s Corporation einschließlich des firmeneigenen Schulungszentrums. In Oak Brook befinden sich auch der Hauptsitz der internationalen Vereinigung der Lions Clubs sowie das Hauptquartier der Radiologischen Gesellschaft der Vereinigten Staaten.

## Geographie
Oak Brook liegt überwiegend im DuPage County, ein kleinerer Teil des Ortes befindet sich auf dem Territorium des Cook County. Das Stadtgebiet erstreckt sich über eine Fläche von 21,4 km², die sich auf 21,1 km² Land- und 0,3 km² Wasserfläche verteilen.
Oak Brook liegt 24,9 Kilometer westlich des Stadtzentrums von Chicago.
Nordöstlich von Oak Brook treffen die Interstate 88 und die Interstate 294 zusammen.
Die verkehrsgünstige Lage an der Schnittstelle mehrerer Interstate Highways knapp 30 Kilometer westlich des Chicagoer Stadtzentrums macht den Ort leicht mit dem Auto von dort aus erreichbar. Obwohl Oak Brook keinen direkten Anschluss an die Chicagoer U-Bahn oder die S-Bahn hat, ist der Ort durch die zahlreichen auf der 22. Straße verkehrenden Buslinien in sehr dichter Folge mit der Innenstadt von Chicago verbunden.
Der größte Teil von Oak Brook besteht aus Wohnvierteln. Eine Ausnahme bildet die 22. Straße, eine gerade verlaufende Ausfallstraße aus der Innenstadt von Chicago nach Westen. Entlang dieser befinden sich viele Geschäfte und Büros.

## Geschichte
Oak Brook wurde im Jahre 1958 zur selbständigen Gemeinde (Village) erhoben. Die Entwicklung des Ortes geht zu einem großen Teil auf Paul Butler zurück, der ein Kommunalpolitiker und Landbesitzer war. Dessen Vater kam 1898 in die Gegend und erwarb eine größere Menge Land. Allmählich wurde das bisher landwirtschaftlich genutzte Land parzelliert und einzeln verkauft. Paul Butler war hauptsächlich für die Entwicklung Oak Brooks zu einem der reichsten Vorstädte des gesamten Landes verantwortlich.
In der Mitte der 1930er Jahre gründeten Landbesitzer und Farmer die Oak Brook Civic Association, die für die Abgrenzung von den Nachbarkommunen Hinsdale und Elmhurst und eine eigenständige Gemeinde eintrat.
1958 war die Landfläche von Oak Brook kleiner als heute, denn kurz nach der offiziellen Bildung der Gemeinde wurde zusätzliches Land gekauft, auf dem dann das 1962 eingeweihte Oakbrook Center, eine große Shopping Mall errichtet wurde.
Paul Butlers Interesse für Sport ließ ein Sportzentrum mit einem Golfplatz, Spielflächen für Polo, Schwimmbecken, Tennisplätzen und anderen Einrichtungen in Oak Brook entstehen, die ansonsten in keinem Ort vergleichbarer Größe existieren.

## Demographische Daten
Die Volkszählung im Jahre 2000 ermittelte eine Einwohnerzahl von 8702. Diese verteilten sich auf 3124 Haushalte in 2589 Familien. Die Bevölkerungsdichte lag bei 411,7/km². Es gab 3258 Gebäude, was einer Bebauungsdichte von 154,2/km² entsprach.
Die Bevölkerung bestand im Jahre 2000 aus 76,6 % Weißen, 1,37 % Afroamerikanern, 20,11 % Asiaten und 0,23 % anderen. 1,69 % gaben an, von mindestens zwei dieser Gruppen abzustammen. 2,39 % der Bevölkerung bestand aus Hispanics, die verschiedenen der genannten Gruppen angehörten.
19,6 % waren unter 19 Jahren, 6,9 % zwischen 20 und 24, 15,3 % von 25 bis 44, 36,4 % von 45 bis 64 und 21,8 % 65 und älter. Das durchschnittliche Alter lag bei 50 Jahren. Auf 100 Frauen kamen statistisch 91,1 Männer, bei den über 18-Jährigen 89,5.
Das durchschnittliche Einkommen pro Haushalt betrug $146.537, das durchschnittliche Familieneinkommen $169.718. Das Einkommen der Männer lag durchschnittlich bei über $100.000, das der Frauen bei $40.128. Das Pro-Kopf-Einkommen belief sich auf $76.668. Rund 1,4 % der Familien und 2,1 % der Gesamtbevölkerung lagen mit ihrem Einkommen unter der Armutsgrenze.

## National Register of Historic Places
Folgende Bauwerke in Oak Brook sind in das National Register of Historic Places eingetragen:
| Ref.-Nummer | Name                              | Adresse                                     | Aufnahmedatum |
| ----------- | --------------------------------- | ------------------------------------------- | ------------- |
| 03000355    | Butler School                     | 1200 31st. St. (Oak Brook Rd.)              | 9. Mai 2003   |
| 75002077    | Graue Mill                        | NW der Kreuzung von Spring Rd. und York Rd. | 12. Mai 1975  |
| 93000836    | Francis Stuyvesant Peabody Estate | 1717 W. 31st St.                            | 18. Feb. 1994 |